# 더 에스
더 에스(영어: The S)는 2003년에 결성된 대한민국의 2인조 음악 그룹이다.

## 활동
더 에스는 2003년에 위 엔터테인먼트에 의해 결성되었으며 이윤미, 김근영이 멤버로 활동했다. 이윤미는 2002년에 방송된 KBS 2TV의 예능 프로그램 《자유선언 토요대작전》의 산장미팅 장미의 전쟁 코너를 통해 데뷔했고 김근영은 부산에서 뮤지컬 배우로 활동하다 가수로 전향했다. 소속사는 그룹 이름이 섹시함의 극치를 달린다는 뜻, 여성의 신체 곡선을 뜻하는 S를 부각시킨 이름이라고 밝혔다.
더 에스는 서로 다른 이미지를 가진 섹시 컨셉을 표방했으며 2003년 7월에 ND Lee가 작곡한 펑키 스타일 댄스곡인 《더》로 데뷔했다. 그러나 이윤미가 KBS의 예능 프로그램을 통해 인지도를 높였기 때문에 경쟁 지상파 방송사인 MBC, SBS에서는 더 에스의 섭외를 거절했다. 이 때문에 더 에스는 지상파 방송사인 KBS, 케이블 채널인 KMTV·엠넷·채널 V 등에서만 출연했다.
2003년 8월에는 이윤미가 강원도 강릉에 위치한 경포대에서 진행된 KMTV의 음악 프로그램 《쇼 뮤직탱크》 공개 녹화를 진행하던 도중에 방청객들이 관람하고 있던 무대에서 춤을 추다 상의가 벗겨져 가슴이 노출되는 사고가 벌어졌다. 이 사고의 여파로 인하여 이윤미는 가수 활동을 그만두고 배우로 전향했다. 이에 따라 소속사인 위 엔터테인먼트는 2003년 10월경에 더 에스의 해체를 결정했다.

## 작품

### 음반
- 정규 1집 앨범 《The S First Album》 (2003년에 홍보용 비매품 음반으로 발매됨)

1. Cat Woman
2. 더
3. In Side
4. Happy Song
5. 변신
6. Password
7. Fantasy
8. 비밀의 화원
9. 초
10. 말해
11. Boys N Girl
12. 더 (Instrumental)